# Великочорнокінецька сільська рада
Великочорнокінецька сільська рада — колишня адміністративно-територіальна одиниця і орган місцевого самоврядування в Чортківському районі Тернопільської области. Адміністративний центр — с. Великі Чорнокінці.

## Населені пункти
Старостинському округу підпорядковані населені пункти:
- с. Великі Чорнокінці

## Історія
Сільська рада утворена у вересні 1939 року.
У квітні 1944 році сільська рада відновлена.
29 липня 2015 року увійшла до складу Колиндянської сільської громади.

## Географія
Великочорнокінецька сільська рада межувала з Чорнокінецько-Волянською, Малочорнокінецькою, Давидківською, Пробіжнянською, Товстенківською, Кривеньківською, Коцюбинчицькою, Босирівською сільськими радами — Чортківського району, та Лосячською сільською радою — Борщівського району.

## Сільська рада

### Керівний склад попередніх скликань

#### Голови ради
| Прізвище, ім'я, по батькові   | Основні відомості                                                             | Дата обрання | Дата звільнення |
| ----------------------------- | ----------------------------------------------------------------------------- | ------------ | --------------- |
| Шелепило Володимир Теодорович | Сільський голова                                                              | 1990         | 1994            |
| Вівчарик Степан Павлович      | Сільський голова                                                              | 1994         | 1998            |
| Лук′янець Петро Михайлович    | Сільський голова                                                              | 1998         | 2002            |
| Грабець Богдан Петрович       | Сільський голова                                                              | 2002         | 2006            |
| Грабець Богдан Петрович       | Сільський голова, 1948 року народження, безпартійний                          | 26.03.2006   | 31.10.2010      |
| Фрайнд Михайло Ярославович    | Сільський голова, 1954 року народження, освіта середня загальна, безпартійний | 31.10.2010   | 29.07.2015      |

Примітка: таблиця складена за даними сайту Верховної Ради України

#### Секретарі ради
| Прізвище, ім'я, по батькові | Основні відомості | Дата обрання | Дата звільнення |
| --------------------------- | ----------------- | ------------ | --------------- |
| Штуник Ганна Іванівна       | Секретар          | 1990         | 1994            |
| Цілінська Ольга Романівна   | Секретар          | 1994         | 1998            |
| Цілінська Ольга Романівна   | Секретар          | 1998         | 2002            |
| Цілінська Ольга Романівна   | Секретар          | 2002         | 2006            |
| Цілінська Ольга Романівна   | Секретар          | 2006         | 2010            |
| Цілінська Ольга Романівна   | Секретар          | 2010         | 2015            |

### Депутати

#### VII скликання
За результатами місцевих виборів 2010 року депутатами ради стали:
1. Цілінська Ольга Романівна
2. Іваськів Роман Петрович
3. Данилишин Надія Петрівна
4. Задунайський Сергій Михайлович
5. Яковлюк Роман Іванович
6. Боровський Сергій Петрович
7. Харовський Степан Зіновійович
8. Маковецька Наталія Степанівна
9. Галушка Наталія Іванівна
10. Романець Олег Іванович
11. Богуславська Надія Василівна
12. Бабій Віктор Володимирович
13. Сороцький Микола Степанович
14. Паламар Василь Васильович
15. Сороцький Степан Іванович
16. Клапків Ганна Іванівна

#### V скликання
За результатами місцевих виборів 2006 року депутатами ради стали:
1. Цілінська Ольга Романівна
2. Іваськів Роман Петрович
3. Романець Степанія Володимирівна
4. Гуска Теодосій Іванович
5. Яковлюк Роман Іванович
6. Коваль Ольга Григорівна
7. Пиндиківський Василь Володимирович
8. Сегеда Богдан Михайлович
9. Божек Петро Іванович
10. Маркевич Степан Петрович
11. Богуславський Олександр Миколайович
12. Шпак Ганна Іванівна
13. Сороцька Ольга Семенівна
14. Коваль Олег Володимирович
15. Данилишин Григорій Степанович
16. Клапків Ганна Іванівна

#### IV скликання
За результатами місцевих виборів 2002 року депутатами ради стали:
1. Цілінська Ольга Романівна
2. Ірха Олег Михайлович
3. Пашківський Степан Володимирович
4. Яковлюк Роман Іванович
5. Пристай Степанія Володимирівна
6. Кирилів Петро Богданович
7. Пиндиківський Василь Володимирович
8. Кушнір Євген Дем′янович
9. Данилишин Михайло Петрович
10. Галушка Іван Миколайович
11. Савчук Михайло Петрович
12. Пазюк Михайло Романович
13. Сороцька Ольга Семенівна
14. Коваль Олег Володимирович
15. Боровський Ярослав Антонович

#### III скликання
За результатами місцевих виборів 1998 року депутатами ради стали:
1. Цілінська Ольга Романівна
2. Харовський Михайло Степанович
3. Пашківський Степан Володимирович
4. Шпак Олег Володимирович
5. Романець Степанія Володимирівна
6. Кирилів Петро Богданович
7. Пиндиківський Василь Володимирович
8. Данилишин Михайло Петрович
9. Федорчук Михайло Степанович
10. Мушій Григорій Михайлович
11. Галушка Михайло Павлович
12. Сарахман Любов Йосипівна
13. Сороцька Ольга Семенівна
14. Грабець Михайло Григорович
15. Боровський Ярослав Антонович

#### II скликання
За результатами місцевих виборів 1994 року депутатами ради стали:
1. Цілінська Ольга Романівна
2. Данилишин Михайло Петрович
3. Котик Михайло Іванович
4. Марчак Михайло Володимирович
5. Кирилів Богдан Петрович
6. Шпак Ганна Іванівна
7. Кушнір Євген Дем′янович
8. Рапіта Михайло Дмитрович
9. Мушій Григорій Михайлович
10. Кушнір Володимир Дем′янович
11. Сороцький Степан Дмитрович
12. Грабець Михайло Григорович
13. Чорній Петро Васильович

#### I скликання
За результатами місцевих виборів 1990 року депутатами ради стали:
1. Шелепило В.Т.
2. Заіка І.С.
3. Пожарнюк Г.В.
4. Стахів Є.С.
5. Вівчарик С.П.
6. Боровський М.П.
7. Цілінська О.Р.
8. Корнак М.К.
9. Орел О.М.
10. Сороцький С.Д.
11. Курняк Г.П.
12. Шіхмагомедов Г.А.
13. Галябарда О.А.
14. Хамчук І.Г.
15. Хаба М.І.
16. Штуник Г.І.
17. Манорик М.О.
18. Драган В.М.
19. Климчак З.Г.
20. Яницька О.К.